# Ryszard Bieńczak
Ryszard Bieńczak (ur. 15 sierpnia 1932 w Ozorkowie) – polski nauczyciel i działacz społeczny, poseł na Sejm PRL IV kadencji (1965–1969). 

## Życiorys
Od 1948 do 1958 był działaczem Związku Harcerstwa Polskiego. W 1954 podjął pracę nauczyciela w szkole w Kołacinie, następnie w Ozorkowie i Zgierzu. W 1962 ukończył studia na Wydziale Pedagogiki Specjalnej Seminarium Nauczycielskiego w Łodzi, podejmując pracę w szkolnictwie specjalnym. W tym samym roku przystąpił do Stronnictwa Demokratycznego, z ramienia którego uzyskał w 1965 mandat posła na Sejm PRL IV kadencji w okręgu Pabianice. Zasiadał w Komisjach Pracy i Spraw Socjalnych oraz Spraw Wewnętrznych.
Odznaczony Zgierskim Medalem Wolności.